# Пелаин
Пелаин (перс. پلایین‎) — село на севере Ирана, в остане Тегеран. Входит в состав шахрестана Тегеран. Является частью дехестана (сельского округа) Хелазир бахша Афтаб.

## География
Село находится в центральной части остана, к западу от автодороги , на расстоянии приблизительно 3 километров (по прямой) к югу от города Тегеран, административного центра шахрестана. Абсолютная высота — 1066 метров над уровнем моря.

## Население
По данным переписи 2006 года население села составляло 361 человек (192 мужчины и 169 женщин). В Пелаине насчитывалось 81 домохозяйство. Уровень грамотности населения составлял 60,7 %. Уровень грамотности среди мужчин составлял 65,1 %, среди женщин — 55,6 %.
В 2016 году в селе имелось 62 домохозяйства и проживало 238 человек (138 мужчин и 100 женщин).